# Atlántico
Atlántico je třetím nejmenším kolumbijským departementem. Nachází se na severu státu na pobřeží Karibského moře a sousedí s departementy Magdalena a Bolívar. Hlavním městem je Barranquilla, která patří mezi nejvýznamnější kolumbijská města. Povrch departementu tvoří především pobřežní nížiny a mokřady a několik nepříliš vysokých pohoří. Průměrná roční teplota je 26 °C.